# Murderball
Murderball (bra: Murderball – Paixão e Glória; prt: Murderball – Espírito de Combate ou Espírito de Combate) é um documentário estadunidense de 2005, dirigido por Henry Alex Rubin e Dana Adam Shapiro, que concorreu ao Oscar de melhor documentário do ano.
O filme conta a história da trajetória da seleção norte-americana de rúgbi em cadeira de rodas (esporte originalmente batizado de Murderball, o que motivara o título da referida obra) rumo às Paraolimpíadas de Atenas, em 2004.

## Prêmios e indicações
| Ano  | Prêmio                                                            | Categoria                                        | Indicação                           | Resultado                   |
| ---- | ----------------------------------------------------------------- | ------------------------------------------------ | ----------------------------------- | --------------------------- |
| 2005 | Boston Society of Film Critics Awards                             | Melhor documentário                              |                                     | Venceu[carece de fontes?]   |
| 2005 | British Film Institute Awards                                     | Melhor documentário                              | Sutherland Trophy - Special Mention | Venceu[carece de fontes?]   |
| 2005 | Dallas-Fort Worth Film Critics Association Awards                 | Melhor documentário                              |                                     | Venceu[carece de fontes?]   |
| 2005 | Full Frame Documentary Film Festival                              | Melhor documentário - Escolha da Audiência       |                                     | Venceu[carece de fontes?]   |
| 2005 | Full Frame Documentary Film Festival                              | Melhor documentário - Escolha do Júri            |                                     | Venceu[carece de fontes?]   |
| 2005 | Gotham Independent Film Award                                     | Melhor documentário                              |                                     | Indicado[carece de fontes?] |
| 2005 | Gold Derby Film Awards                                            | Melhor documentário - Escolha do Juri            |                                     | Venceu[carece de fontes?]   |
| 2005 | Indianapolis International Film Festival                          | Melhor filme - Escolha da Audiência              |                                     | Venceu[carece de fontes?]   |
| 2005 | International Documentary Association                             | Documentário                                     |                                     | Indicado[carece de fontes?] |
| 2005 | Jackson Hole Film Festival                                        | Melhor documentário                              |                                     | Venceu[carece de fontes?]   |
| 2005 | Satellite Awards                                                  | Documentário                                     | Outstanding Documentary DVD         | Indicado[carece de fontes?] |
| 2005 | Seattle International Film Festival                               | Golden Space Needle Award ao Melhor documentário |                                     | Venceu[carece de fontes?]   |
| 2005 | St. Louis Film Critics Association, EUA                           | Melhor documentário                              |                                     | Indicado[carece de fontes?] |
| 2005 | Sundance Film Festival                                            | Documentário - Escolha da Audiência              |                                     | Venceu[carece de fontes?]   |
| 2005 | Sundance Film Festival                                            | Documentário - Prêmio Especial do Júri           | Edição                              | Venceu[carece de fontes?]   |
| 2005 | Sundance Film Festival                                            | Documentário - Grande Prêmio do Júri             |                                     | Indicado[carece de fontes?] |
| 2005 | Utah Film Critics Association Awards                              | Melhor Documentário                              |                                     | Venceu[carece de fontes?]   |
| 2005 | Kansas City Film Critics Circle Awards                            | Melhor documentário                              |                                     | Venceu[carece de fontes?]   |
| 2005 | National Board of Review, USA                                     | Top Five Documentaries                           |                                     | Venceu[carece de fontes?]   |
| 2006 | Oscar                                                             | Melhor documentário                              |                                     | Indicado                    |
| 2006 | Austin Film Critics Association Awards                            | Melhor documentário                              |                                     | Venceu[carece de fontes?]   |
| 2006 | Broadcast Film Critics Association Awards                         | Melhor documentário - Critics Choice Award       |                                     | Indicado[carece de fontes?] |
| 2006 | Central Ohio Film Critics Association                             | Melhor filmagem                                  |                                     | Indicado[carece de fontes?] |
| 2006 | Chicago Film Critics Association Awards                           | Melhor documentário                              |                                     | Indicado[carece de fontes?] |
| 2006 | Chlotrudis Awards                                                 | Melhor documentário                              |                                     | Venceu[carece de fontes?]   |
| 2006 | Gold Derby Film Awards                                            | Documentário                                     |                                     | Indicado[carece de fontes?] |
| 2006 | International Documentary Film Festival of Navarra Punto de Vista | Punto de Vista Grand Prize                       |                                     | Indicado[carece de fontes?] |
| 2006 | Online Film & Television Association                              | Melhor documentário                              |                                     | Indicado[carece de fontes?] |
| 2006 | Online Film Critics Society Awards                                | Melhor documentário                              |                                     | Indicado[carece de fontes?] |